# 恋人の部屋
「恋人の部屋」（こいびとのへや）は、1997年5月25日に発売されたサニーデイ・サービス通算7作目のシングル。

## 解説
「恋人の部屋」「一緒にいたいなら」両曲ともオリジナル・アルバム未収録。後にミディ在籍時の楽曲を網羅した完全生産限定コンプリート・ボックス・セット『“MIDI” COMPLETE BOX』の『アルバム未収録曲集 I』に収録された。また、「恋人の部屋」は後にベスト・アルバム『Best Flower -B side collection-』と、2013年リリースの2枚組ベスト・アルバム『サニーデイ・サービス BEST 1995-2000』に、それぞれ収録されたほか、2015年3月27日に渋谷公会堂で行われた“サニーデイ・サービス 渋谷公会堂コンサート 2015”のライブを収めたライブ・アルバム『Birth of a Kiss』に、ライブ・バージョンが収録された。また、ROSE RECORDSオンライン・ショップにて数量限定で販売されたボックス・セット『Birth of a Kiss Special BOX』には、このBOXセットのみのコンサート全編完全収録DVDにライブ映像が収められた。
1997年1月リリースのアルバム『愛と笑いの夜 –a Night of Love & Laughter–』から4か月後にリリースされた本シングル。レコーディング時にはすでに次のアルバムも完成していたが、作るのがあまりに早すぎたため、この時点ではリリースが未定だった。後にアルバムは10月にセルフ・タイトルを冠してリリースされた。曽我部恵一曰く「ただ身近なもので演奏しましたって事、要するに。で、それでオッケーだったから」というタイトル・トラックについて、「書きたかった事は、恋人の部屋で詞を書いたりレコード聴いたり、そういう事を歌いたかっただけで。あとは、それが大切だという事。人生にそういう事がないと面白くないなっていう、そのぐらいの思いで。でも、それを書こうと思うとすごい広がっちゃうんですよね、書く世界が。ただそれを突き詰めて歌ってもどうしようもないし。もう目の前に映ったものを全部書こう、そうするとやっとそこが見えてくるかもしれないなと思って。だから、もう延々書けるんですよ、詞なんて。で、演奏してみたらめちゃくちゃ長くなって。<サマー・ソルジャー>長かったでしょ? 6分あって。で、全然売れなかったから。“長いのはいかんでしょう!”って削ったんですよ、半分ぐらいに。前は別にこんなこと歌いたくもなかったけど。この歌は“恋人の部屋で詞を書こう”っていう、あまりにも具体的でものすごく小さいテーマだったから。例えば<サマー・ソルジャー>とか、もっと抽象的で、感情レベルのピークの瞬間の話じゃないですか。これは逆にすごい冷静な曲。演奏も軽いでしょ? そういうポップな曲です。だからピークの瞬間じゃなくても、何でも歌えるようになってきてるのかな」「実験的な感じ。とにかくまとめずにガーッと書いて、それだけ。“それでいい曲になるのかどうかやってみよう”と思って。だから、試みは試み。アルバムが全部これというわけではないけど」と答えている。
カップリングの「一緒にいたいなら」はアルバムの予告編的な曲だという。その理由を曽我部は「例えば、アルバム収録曲全部並べたジングルみたいなのがあるじゃないですか。ああいうような、入り口的な感じかもしれない。曲調がとか歌詞がとかじゃなくて、なんか言っている事の雰囲気が」「誰かが呼んでいるような、ちょっと不気味な雰囲気にしたいなと思って。その人と二人っきりで呼ばれているみたいな、アルバムがそんな感じだから」「どこに行こうかっていうのは全然考えてないし。何も考えずにこれを作って、そのあとアルバム作り終えてみたら“あ、ここに行くのか”っていう流れになっていたの。逆に<サマー・ソルジャー>だったり<ここで逢いましょう>だったりするような、重い曲は出したくなかったから」と答えている。

## パッケージ、アートワーク
CDには歌詞を掲載したジャケットのほか、ディスコグラフィを添付。

## 収録曲
| 全作詞・作曲: 曽我部恵一、全編曲: サニーデイ・サービス。 |                                                       |            |            |      |
| #                                                        | タイトル                                              | 作詞       | 作曲・編曲 | 時間 |
| 1.                                                       | 「恋人の部屋」(テレビ朝日「NEW」オープニング・テーマ) | 曽我部恵一 | 曽我部恵一 | 4:05 |
| 2.                                                       | 「一緒にいたいなら」                                  | 曽我部恵一 | 曽我部恵一 | 5:25 |
| 合計時間:                                                | 合計時間:                                             | 9:30       |            |      |

## クレジット

### 恋人の部屋
- VOCAL, ACOUSTIC & ELECTRIC GUITAR / 曽我部恵一
- BASS GUITAR, CHORUS / 田中貴
- DRUMS / 丸山晴茂
- PIANO / 高野勲

### 一緒にいたいなら
- VOCAL, ACOUSTIC & ELECTRIC GUITAR / 曽我部恵一
- BASS GUITAR / 田中貴
- DRUMS, TAMBOURINE / 丸山晴茂
- ORGAN / 高野勲

### スタッフ
- WRITTEN & PRODUCED by 曽我部恵一
- RECORDED & MIXED by 中村文俊 at SOUND aLIVE
- ASSISTANT ENGINEER : 百瀬渡
- A&R : 渡邊文武
- SLEEVE DESIGNED by 小田島等 at FD DESIGN
- PHOTO : 坂本正郁
- MASTERING : 石井亘 (ONKIO HAUS)
- EXECUTIVE PRODUCER : 大蔵博
- ILLUSTRATION by 曽我部恵一

## リリース日一覧
| 地域 | リリース日    | レーベル     | 規格 | カタログ番号 | 備考                   |
| ---- | ------------- | ------------ | ---- | ------------ | ---------------------- |
| 日本 | 1997年5月25日 | RHYME / MIDI | CD   | MDCS-1007    | ディスコグラフィを添付 |